# Ферфрид Гогенцоллерн
Принц Ферфрид фон Гогенцоллерн (нем. Ferfried Prinz von Hohenzollern; 14 апреля 1943, Замок Умкирх, Германия — 27 сентября 2022) — немецкий аристократ, автогонщик.

## Биография
Представитель швабской линии династии Гогенцоллерн-Зигмаринген. Младший (четвёртый) сын принца Фридриха Гогенцоллерна (1891—1965), главы дома Гогенцоллерн-Зигмаринген (1927—1965), и Маргариты Каролы Саксонской (1900—1962), дочери последнего короля Саксонии Фридриха Августа III и Марии Терезы Бурбон-Сицилийской. Крестным отцом принца был папа римский Пий XII.
В 1971 году принц Ферфрид выиграл вторую 24-часовую гонку в Нюрбургринге (Германия) на автомобиле BMW Alpina 1600. После 36-летнего перерыва, в 2007 году принц участвовал на собственной гоночной машине BMW на Racing Strip.com live. В своей гоночной карьере Ферфрид одержал около 50 побед.
Все три брака Ферфрида считаются морганатическими. Его первой женой в 1968 году стала Анжела он Морген, сестра Эрики фон Морген (1935—2007), жены Карла-Филиппа (род. 1933), принца фон Зальм-Зальм. Его дети от первого и второго брака в 2001 году были перечислены в третьем разделе Готского альманаха «Genealogisches Handbuch des Adels: Fürstliche Häuser», а не в первом разделе, где перечислены династические представители Гогенцоллернов.

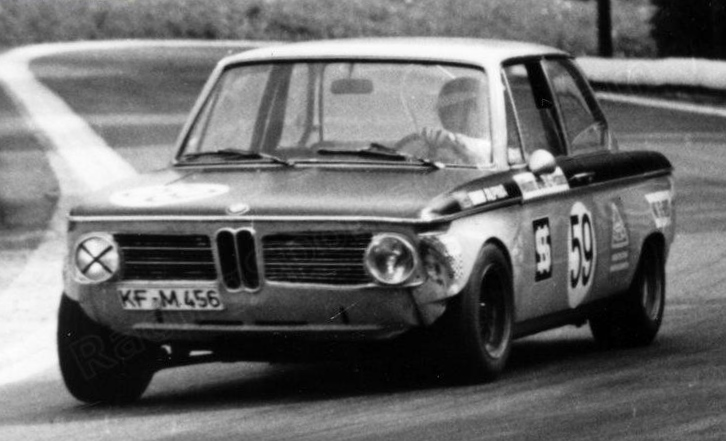
Ферфрид Гогенцоллерн на гонках в Брно, Чешская республика, май 1969 года

Ферфрид публично признал связь с немецкой фотомоделью Татьяной Гзель (род. 1971) в 2004 году, что получило широкое освещение в СМИ. В 2006 году Ферфрид и Татьяна объявили о разрыве. Он несколько раз появлялся вместе с Бирте Каралус на немецком телевидении в кулинарном шоу «Королевский Ужин».
Принц Фридрих Гогенцоллерн скончался 27 сентября 2022 года.

## Браки и дети
21 сентября 1968 года Ферфрид первым браком женился на Анжеле фон Морген (род. 11 ноября 1942), дочери Эрнста фон Моргена и графини Маргарет фон Шлитц. Супруги имели двух детей и развелись в 1973 году:
- Валери Александра Генриетта Маргарита (род. 10 апреля 1969)
- Стефани Микаэла Сигрид Биргитта (род. 8 мая 1971)

7 апреля 1977 года вторично женился на Элиане Эттер (род. 4 мая 1947), дочери Ханса Эттера и Ирмгард Зоссо. Они имели двух детей и развелись в 1987 году:
- Генриетта Аннабель Габриэле Адриенна (род. 26 марта 1978)
- Мориц Иоганн Аксель Питер Мейнрад (род. 5 мая 1980)

В 1999 году в третий раз женился на Майе Синке Мейнерт (род. 8 октября 1971), с которой развелся в марте 2007 года.

## Результаты автогонок
- 16 июня 1968, Хоккенхайм, Германия (GT), Porsche 911 T, 1-е место
- 23 июня 1968, DARM Майнц-Финтен, Германия (GT+1.6), Porsche 911 T, 1-е место
- 18 августа 1968, GP Брно, Чехия, Porsche 911, 3-е место
- 8 сентября 1968, DARM Ульм-Лаупхайм, Германия (GT+1.6/TS+1.6), Porsche 911 T, 3-е место
- 25 мая 1969, GP Брно, Чехия, BMW 1600, 3-е место
- 31 августа 1969, ETCC Зандворт, Нидерланды (Div.2), BMW 1600, 4-е место.